# Skrudki
Skrudki – wieś w Polsce położona w województwie lubelskim, w powiecie puławskim, w gminie Żyrzyn.
W latach 1975–1998 miejscowość należała administracyjnie do ówczesnego województwa lubelskiego.
Wieś stanowi sołectwo gminy Żyrzyn. Według Narodowego Spisu Powszechnego z roku 2011 wieś liczyła 257 mieszkańców.